# Obrne
Obrne (IPA: [ˈoːbəɾnɛ]) è un insediamento (naselje) del Comune di Bled nella regione statistica dell'Alta Carniola in Slovenia.